# Şivan Perwer
Şivan Perwer (de son vrai nom : Ismail Aygün), né le 23 décembre 1955 à Viranşehir dans la région d'Urfa en Turquie, est un poète, chanteur et joueur de saz kurde.

## Biographie
Perwer est originaire du village de Keferze (turc : Altıntaş) dans le district de Midyad de la province de Mardin. Pour certaines raisons, sa famille a déménagé de Mardin à Şanlıurfa avant la naissance d'İsmail. 
Issu d'une famille de musiciens, Şivan Perwer est devenu le chanteur le plus populaire de sa génération au Kurdistan et dans la diaspora kurde. Il est issu de la tradition des Dengbêj, anciens bardes, conteurs qui parcouraient les villages du Kurdistan. La musique de Şivan originale, puissante, puise sa sève dans la beauté rude des montagnes et des hauts plateaux du Kurdistan[Selon qui ?]. Une musique qui, pendant des siècles, a été le véhicule privilégié, voire principal de la transmission de la mémoire populaire. Şivan est un défenseur passionné de son peuple et de sa musique. C'est ainsi qu'il est devenu naturellement une icône de la résistance kurde en Irak, en Iran et en Turquie.
Alors qu'il a acquis une renommée internationale, Şivan Perwer était en exil, depuis 1976, ne pouvant pas retourner en Turquie il vécut en Allemagne de l'Ouest. Cependant en 2013 le premier ministre turc Recep Tayyip Erdoğan a levé cet interdit en autorisant Şiwan Perwer a rentrer sur le territoire turc. Bien que ses chansons les plus traditionnelles soient aujourd'hui autorisées à la vente, une majorité de son œuvre continue d'être interdite en Turquie et en Iran. Les Kurdes n'ont pourtant jamais cessé de l'écouter risquant par là même la prison en Turquie où même, il y a quelques années, la peine de mort sous le régime de Saddam Hussein en Irak. Malgré toutes les persécutions qu'il a subies de la part de ces gouvernements successifs, Şivan Perwer reste lucide et n'incite pas à la violence : « Il n’y a pas de différence entre une mère turque et une mère kurde. Je ne chanterai jamais des paroles qui encouragent à tuer des Turcs ». Il attire les audiences par son allure charismatique et toutefois controversé, mais aussi par-dessus tout par sa musique puissante et très émotionnelle et le rythme hypotonique de sa musique. Pour des années, ses chansons (même celles au sujet de l'amour) étaient bannies en Irak, en Turquie et en Iran car elles étaient chantées en kurde. Des cassettes de ces chansons étaient illégalement distribuées, ce qui peut causer une peine d’emprisonnement  ou  de mort. Même aujourd’hui, seulement ces chansons au sujet de l'amour son autorisées en Turquie. 
Şivan devient célèbre lors des manifestations kurdes contre le régime irakien à l'université d'Ankara en 1972. Ces enregistrements fait-maison étaient illégalement distribuées au[Quoi ?] frontières internationales, alors que des milliers de personnes venaient voir ces concerts en directs[Comment ?], ayant trouvé sa musique une expression essentielle de la mentalité kurde. Ayant peur pour sa vie et de la sécurité de sa famille, Perwer quitte la Turquie pour l'Allemagne de l'Ouest en 1976, et enregistre son premier album de chansons traditionnelles kurdes. 

## Discographie
- Govenda Azadixwazan (1975)
- Hevalê Bargiranim (1976)
- Herne Pêş (1977)
- Ey Ferat (1978)
- Kîne Em (1979)
- Hay Dil (1980)
- Gelê Min Rabe (1981)
- Agirî (1982)
- Bilbilo / Ferzê (1983)
- Dotmam (1985)
- Lê Dîlberê (1986)
- Helebçe (1988)
- Xewna Min / Qasimlo (1991)
- Zembîlfiros (1992)
- Ya Star (1995)
- Nazê (1996)
- Hêviya Te (1999)
- Roj û Heyv (2000)
- Sarê (2001)
- Helbestên bijartî yên 1 /Kirîvê (2002)
- Helbestên bijartî yên 2/Klasîk (2003)
- Helbesten Bijarti yên 3 (2004)
- Min bêriya te kiriye (2004)
- Diwana Şivan Perwer (2005)
- Destana Rojava (2011)
- Şivanname/Gazind (2013)